# Aberlemno
Aberlemno (Obar Leamhnach en gaélique écossais) est un village d'Écosse. Il est situé dans l'Angus, entre Brechin et Forfar. Au recensement de 2011, la paroisse civile d'Aberlemno comptait 544 habitants.

## Histoire
Une série de cinq pierres gravées pictes, les pierres d'Aberlemno (en), ont été découvertes à Aberlemno. Trois d'entre elles sont situées le long de la route B9134 qui traverse le village, une quatrième dans le cimetière de la paroisse, et la cinquième est exposée aux McManus Galleries de Dundee.